# Grund-Horsskär
Grund-Horsskär är en ö nära Boskär i Nagu,  Finland. Den ligger i Skärgårdshavet i Pargas stad i den ekonomiska regionen  Åboland i landskapet Egentliga Finland, i den sydvästra delen av landet. Ön ligger omkring 6 kilometer nordost om Boskär, 13 kilometer söder om Nagu kyrka, 48 kilometer sydväst om Åbo och omkring 170 kilometer väster om Helsingfors. Närmaste allmänna förbindelse är förbindelsebryggan vid Hummelholm som trafikeras av M/S Cheri.
Öns area är 6,6 hektar och dess största längd är 400 meter i öst-västlig riktning. Ön höjer sig omkring 20 meter över havsytan.